# CCTV-8
CCTV-8 est la huitième chaîne de télévision nationale de la République populaire de Chine. Elle appartient au réseau de la Télévision centrale de Chine (en mandarin 中国中央电视台, en anglais CCTV pour China Central Television ), une société dépendante du Conseil d'État de la République populaire de Chine, l'une des principales instances gouvernementales du pays.
Cette chaîne est entièrement consacrée aux fictions ainsi qu'aux spectacles. Elle retransmet notamment des opéras chinois et des concerts de musique traditionnelle.